# Pindamonhangaba

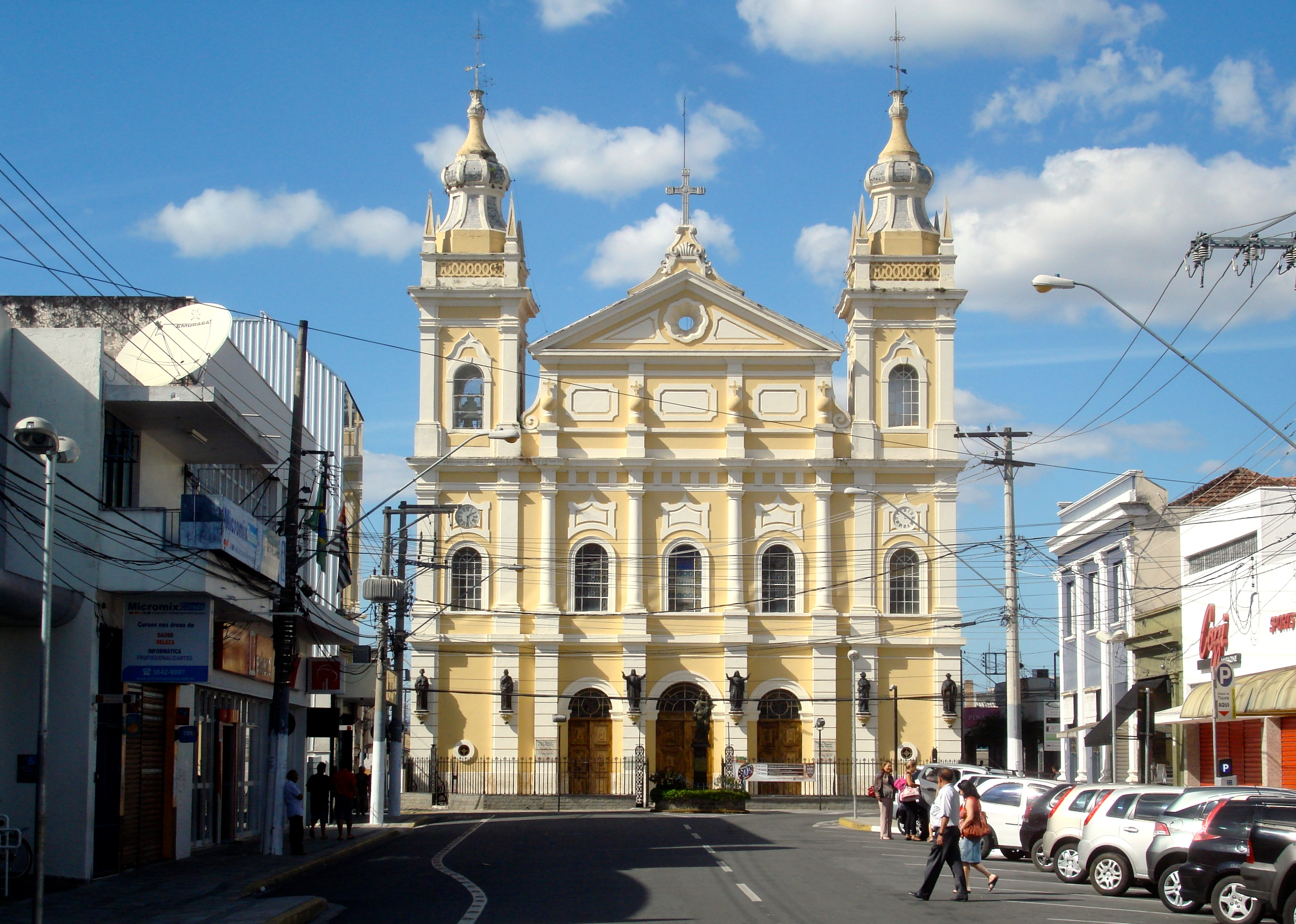
Kathedrale

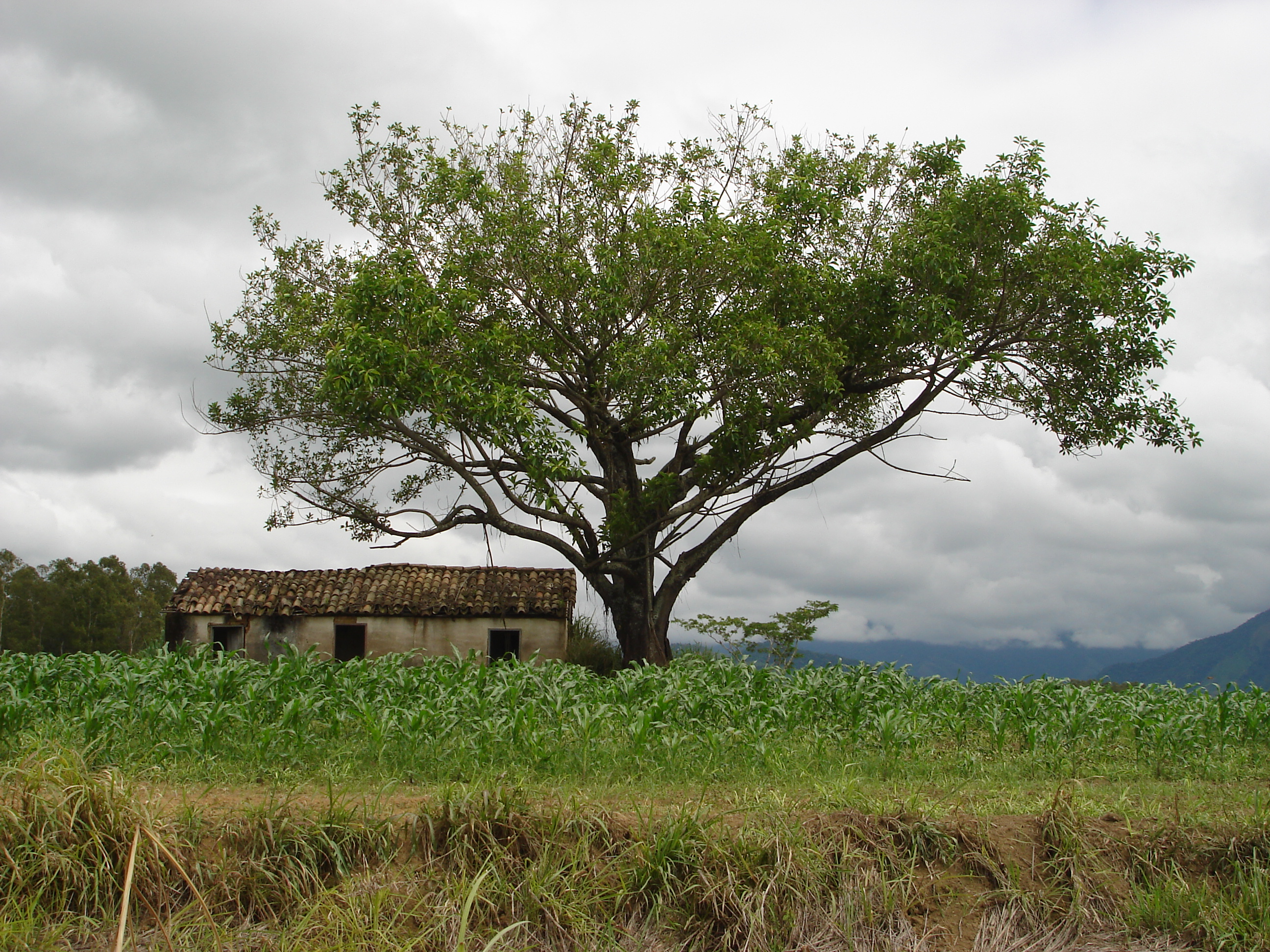
Ländliches Pindamonhangaba

Pindamonhangaba, amtlich portugiesisch Município de Pindamonhangaba, ist eine brasilianische Stadt im Bundesstaat São Paulo. Pindamonhangaba liegt im Tal des Flusses Paraíba do Sul. Die Bevölkerungszahl wurde zum 1. Juli 2021 auf 171.885 Einwohner geschätzt.
Die Verkehrsanbindung erfolgt hauptsächlich durch die zwischen Rio de Janeiro und São Paulo verlaufende Rodovia Presidente Dutra (BR-116), an deren Kilometer 99.

## Etymologie
Der Name leitet sich aus den Tupí-Sprachen ab. Demnach besagt pindá + monhang +aba „der Ort, an welchem der Fluss eine Windung macht“, in Bezug auf des Verlaufes des Flusses Paraíba do Sul auf Höhe des Bosque da Princesa („Wald der Prinzessin“).

## Geschichte

### 17. und 18. Jahrhundert
Auf dem Gebiet des heutigen Pindamonhangaba ließen sich spätestens seit dem 22. Juli des Jahres 1643  Portugiesen nieder, unter Führung eines Hauptmannes namens João do Prado Martins. Sechs Jahre später, am 17. Mai 1649, wurde das Gebiet als unbebautes Land erklärt und dem Hauptmann übertragen. Das nächste gesicherte Datum ist der 12. August 1672, zu dem überliefert ist, dass die Brüder Antônio Bicudo Leme und Braz Esteves Leme eine Kapelle zu Ehren des heiligen Josef errichtet. Diese Gebrüder Leme wiederum hätten die Ländereien im Norden des Dorfes Taubaté durch eine Gräfin, die Condessa de Vimieiro, erhalten. Es sind keine Vermerke erhalten, wie sich die Übergabe des Gebietes vom ersten Besitzer,  Hauptmann Martins, an die Gräfin gestaltet haben möge. Angesichts offener, geschichtlicher Fragen wurde von den ersten Bürgermeistern der Stadt diese Ungereimtheit mittels eines Erlasses ausgeräumt. Der Bürgermeister Caio Gomez legte, in Bezug auf die Gebrüder Leme, den 12. August 1672 als Datum der Stadtgründung fest. Später wurde durch Bürgermeister João Bosco Nogueira verfügt, dass für die Stadt der 10. Juli des Jahres 1705 als „Tag der Ermächtigung“ gilt.
Hinsichtlich der genaueren, geschichtlichen Entwicklungen gibt es zwei Versionen:
- Eine mögliche, erste Mutmaßung besagt, dass die Gebrüder Leme von der Gräfin, Condessa de Vimieiro, Ackerland erwarben, welches sich im Norden des Dorfes Taubaté und nahe der Ufer des Paraíba-do-Sul-Flusses fand. Dann, am 12. August des Jahres 1672 hätten Antônio Bicudo Leme und Braz Esteves Leme mit dem Bau einer Kapelle zu Ehren von São José begonnen und gleichzeitig hätte sich damit die Besiedlung von São José de Pindamonhangaba vollzogen. Besagte Kapelle wurde auf dem Gipfel eines Hügels errichtet, dort wo sich heute der Platz Praça da República Largo do Quartel befindet. Beruhend auf dieser Annahme legte am 7. Dezember 1953 der damalige Bürgermeister, Caio Gomez Figureido, den 12. August 1672 als Tag der Stadtgründung fest. Dies erfolgte mittels des Gesetzes mit der Nummer 197. Als Stadtgründer festgehalten wurden die Gebrüder Antônio Bicudo Leme und Braz Esteves Leme.
- Laut einer anderen, zweiten Theorie war zu Beginn des 17. Jahrhunderts unbebautes Land verteilt worden, im Bereich der heutigen Städte Taubaté, Pindamonhangaba und Guaratinguetá. Dabei hob sich ein Bereich hervor, welcher am 17. Mai 1649 dem Hauptmann João do Prado Martins zugestanden worden war, an der Pindamonhangaba genannten Stelle. Aufgrund eines, die Zusprechung der Ländereien betreffenden Briefes, war der samt seiner Familie und weiteren Anhängern aus São Paulo kommende Siedler João do Prado Martins bereits im Besitz des Landes. Und das Erreichen der heutigen Stelle Pindamonhangabas durch besagten Tross wurde auf den 22. Juli 1643 datiert und somit als eigentlicher Tag der Stadtgründung erachtet. Denn ein damals von João do Prado Martins gegründeter Bauern-/Gutshof befand sich genau an der Stelle des späteren Dorfes, woraus schließlich die heutige Stadt hervorging. Ausgehend von einer der Stelle am rechten Flussufer des Rio Paraíba do Sul, bildete sich zunächst ein von Taubaté abhängiger bairro („Stadtteil“). Dieser Stadtteil erlebte einen Zustrom neuer Siedler und Bewohner. Es kam eine Kirche auf, deren Schutzpatronin Nossa Senhora do Bom Sucesso („Unsere Heilige Frau des Guten Gelingens“) war. Die Errichtung der Kirche geht zurück auf den Pater João de Faria Fialho, welcher auch als Gründer Pindamonhangabas betrachtet wird.

Wegen der Zweifel hinsichtlich des eigentlichen Gründungsdatums wird heutzutage der Geburtstag der Stadt immer am 10. Juli begangen, dem Tag der politischen Unabhängigkeit als eigenständige Gemeinde.
Datiert auf das Ende des 16. Jahrhunderts ist die Besetzung des Gebietes auf dem sich die heutige Stadt Pindamonhangaba befindet. An diesem Ort befand sich zunächst eine Haltestelle/Raststation (für die damaligen Entdeckungsreisen ins weitere Hinterland). Es ist hierbei nicht genau bekannt, ab wann begonnen wurde, diesen Platz mit jenem indianischen Wort Pindamonhangaba zu benennen, welches den Ort der Flussbiegung umschreibt. Die Entwicklung der Raststation war begünstigt, und sie wuchs auch schnell wegen des hochwertigen Bodens. Das milde Klima und die Lage führten dazu, dass sehr viele Reisende auf dem Weg nach Minas Gerais die Raststation/Haltestelle aufsuchten. Bereits um das Jahr 1680 war Pindamonhangaba schon ähnlich besiedelt wie die Stadt Taubaté. Auf diese Zeit zurück geht die Errichtung der ersten Kapelle des São José, errichtet durch die Brüder Antônio Bicudo Leme und Braz Esteves Leme. Am 10. Juli 1705 erhielt die Siedlung Pindamonhangaba die Rechte eines Dorfes verliehen. Von diesem Zeitpunkt ab war Pindamonhangaba von Taubaté politisch losgelöst.
Während des 18. Jahrhunderts entwickelte sich in Pindamonhangaba Weidewirtschaft und Ackerbau. Vorherrschend war die Kultivierung von Zuckerrohr sowie dessen Weiterverarbeitung zu Zucker und Schaps in speziellen Fabriken dazu. Diese Fabriken werden auf Portugiesisch engenhos genannt.

### 19. und 20. Jahrhundert
Während der Hauptphase des brasilianischen Kaffeeanbaus erlebte die Stadt ihre größte Blütezeit und gewann dadurch an nationaler Bedeutung. Die Kaffeewirtschaft begann in der Stadt ab dem Jahr 1820, und Pindamonhangaba wandelte sich zu einem Zentrum dieser Entwicklung, getragen von den fruchtbaren Böden und auch von der Arbeitskraft der damals noch herrschenden Sklaverei.
In diesem Zeitraum wurden verschiedene, markante Bauwerke errichtet: Mehrere Schlösschen, darunter Palacete 10 de Julho, Palacete Visconde da Palmeira, Palacete Tiradentes, sowie die Kirchen São José und die mehrkonfessionelle Kirche Nossa Senhora do Bom Sucesso. Diese Bauwerke sind heute noch ein Abbild des Reichtums, welchen der einstige Kaffeeanbau bescherte. Pindamonhangaba wurde daraufhin per Beschluss vom 3. April 1849 zur Stadt ernannt und erhielt durch den damaligen Dichter und Chronisten Emílio Zaluar den Titel „Prinzessin des Nordens“ verliehen. Die Prosperität des Kaffeeanbaus verebbte in den 1920er Jahren. Das Kaffeegeschäft nachhaltig beeinträchtigt haben mehrere Faktoren: einmal, das Auslaugen der Böden, dann die Abschaffung der Sklaverei sowie auch die damalige Weltwirtschaftskrise. Von diesem Zeitpunkt an stützte sich die Stadt darauf, eine wichtige Bedeutung im Bereich der Milchwirtschaft zu erlangen, zusammen mit einer Ausweitung des Reisanbaus und kleinbäuerlichem Wirken. Dies war eine Epoche geringen wirtschaftlichen Wachstums, welches sich bis zum Ende der 1950er Jahre hinzog. Daraufhin begann eine vorindustrielle Phase. Die Zeit von 1970 bis 1985 war dann erneut von extremem Wachstum gekennzeichnet, im diesmal industriellen Sektor. Diese letztmalige Entwicklung führte aufs Neue zu merklichen Veränderungen in der Struktur der Stadt.

### Moreira César
Dabei handelt es sich um einen der wichtigsten Bairros („Stadtteile“) Pindamonhangabas, der in seiner Ausbreitung 13 Kilometer misst. Dieser Stadtteil grenzt an den anderen Stadtteil Coruputuba, binnen welchem sich die sich die gleichnamige Fazenda des Agrarunternehmens Cícero Prado befindet. Offensichtlich hat dieses Unternehmen zum enormen Fortschritt dieses Stadtteiles beigetragen. Anfänglich begründete sich dort Antônio Claro César, zwischen den Orten Barranco Alto und Nhambuí. Diese Ortsnamen gibt es heute nicht mehr. César wurde als tatkräftiger Verwalter angesehen, der unter den Sklaven als gefürchtet galt.
Man glaubt, dass es von Moreira César einen Weg nach Ubatuba geben würde, auf welchem die Kaffeeerzeugnisse der Unternehmen verbracht werden könnten, welche zwischen den Orten Mantiqueira bis Quebra-Cangalha ansässig waren. Vom Ort Mantiqueira her rührt der heutige Name der Serra da Mantiqueira, einem küstennahen Höhenzug zwischen den Städten São Paulo und Rio de Janeiro.
Am 18. Januar 1877 wurde die Eisenbahnlinie von São Paulo nach Rio de Janeiro eröffnet. Diese Verbindung wurde durch eine Gesellschaft errichtet, bei welcher ein gewisser Baron Homem de Melo aus Pindamonhangaba den Vorsitz hatte. Am 7. Juli 1877 erfolgte die Eröffnung des Anschlusspunktes von Cachoeira. Dieser wurde später durch die Regierung wieder aufgelöst, fortan hieß auch die Eisenbahngesellschaft Estrada de Ferro Central do Brasil. Um 1880 wurde im Stadtteil ein Telegrafenposten eingerichtet. Von da ab interessierten sich die Gutsverwalter der Umgebung auch für einen eigenen Bahnhof. Darum besonders bemüht haben sich der Hauptmann  Alexandre Mendes, Antônio Ferreira César, und Bernardino de Sena Leite, welche für dieses Ziel sogar das dazu notwendige Land gespendet haben.
Schlussendlich gab es ab dem 7. Januar 1898 einen Bahnhof, benannt nach Moreira César. Dies geschah als Anerkennung und zu Ehren des Oberst Antônio Moreira César aus Pindamonhangaba. Der Oberst war im Krieg von Canudos in Bahia gefallen, bei welcher er Regierungstruppen befehligte.
1907 wurde der Stadtteil als polizeilicher Distrikt eingeordnet. Dazu erfolgte die Errichtung eines Gefängnisses und die Benennung der folgenden Unterabgeordneten: Hauptmann Alexandre Mendes, Antônia Alves Moutinho, Ildefonso de França Machado und Olímpio Marcondes de Azevedo.
Zur ersten Legislaturperiode nach der Re-Demokratisierung des Landes im Jahr 1946 konnte sich ein wahrhaftiger Vertreter dieses Stadtteiles bei der Wahl zum Bürgermeister durchsetzen. Es war der Stadtrat José Francisco Machado, der allerdings während seiner Amtszeit verstarb. Anlässlich der zweiten Legislaturperiode 1954 wurde mit Ângelo Paz da Silva ein anderer Stadtrat gewählt. Dieser prangerte erstmals die Erhebung des Stadtteiles in die Kategorie eines Distriktes Distrito de Paz an, dies geschah am 31. Dezember 1958, durch das bundesstaatliche Gesetz mit der Nummer 5.121. Jedoch erfolgte am 31. Dezember schließlich doch die Einführung als Distrikt, welcher den Namen Distrito de Paz de Moreira César trägt. Den förmliche Rahmen dieses Ereignisses fand im Hof der Schule Escola Estadual Deputado Claro César, unter Anwesenheit des damaligen Richters für Pindamonhangaba, Paulo de Campos Azevedo. Der erste Unterbürgermeister des Distriktes war der Rechnungsprüfer Alfredo Augusto Mesquita.

## Kommunalverwaltung
Bei der Kommunalwahl in Brasilien 2016 wurde Isael Domingues des Partido da República (PR) für die Amtszeit von 2017 bis 2020 zum Stadtpräfekten gewählt. Bei der Kommunalwahl in Brasilien 2020 gelang ihm die Wiederwahl für die Amtszeit 2020 bis 2024.

## Bevölkerungsentwicklung
| Jahr | Einwohner                           | Stadt   | Land   |
| --- | ----------------------------------- | ------- | ------ |
| 1872 | 14.636 Freie: 10.918 Sklaven: 3.718 | ?       | ?      |
| 1900 | 21.871                              | ?       | ?      |
| 1920 | 26.493                              | ?       | ?      |
| 1940 | 22.995                              | 8.642   | 14.353 |
| 1950 | 28.901                              | 13.397  | 15.504 |
| 1960 | 39.628                              | 20.174  | 19.454 |
| 1970 | 48.222                              | 29.346  | 18.876 |
| 1980 | 69.568                              | 62.683  | 6.885  |
| 1991 | 102.063                             | 95.611  | 6.452  |
| 2000 | 126.026                             | 119.078 | 6.948  |
| 2010 | 147.034                             | 141.737 | 5.297  |
| 2021 | 171.885                             | ?       | ?      |
| Die zur Anzeige dieser Grafik verwendete Erweiterung wurde dauerhaft deaktiviert. Wir arbeiten aktuell daran, diese und weitere betroffene Grafiken auf ein neues Format umzustellen. (Mehr dazu) |                                     |         |        |

Quelle: IBGE (2011)

## Wirtschaft
Zum Ende des 17. Jahrhunderts hin lebte Pindamonhangaba lediglich von der Landwirtschaft und Selbstversorgung.
Am Beginn des 18. Jahrhunderts zogen einige Einwohner aus in die Serra da Mantiqueira (einem Höhenzug) und in den benachbarten Bundesstaat Minas Gerais. Ihr Ziel war es, neues Land zu erschließen. Das Dorf Pindamonhangaba und das ganze Paraíba-Tal profitierten von Goldfunden. Um das Jahr 1778 herum wurden die Goldfunde weniger, was die wirtschaftliche Entwicklung dämpfte. Dann, im Jahr 1789, fand das gesamte Paraíba-Tal zum Kaffeeanbau, was die fortan fehlenden Einnahmen wegen des Goldmangels nun ausglich. Zwischen 1840 und 1860 erreichte in Pindamonhangaba der Adel den Höhepunkt seiner Glanzzeit und Pindamonhangaba wurde zum größten Kaffeeproduzenten der Region. Während dieser Zeit wurden prächtige Häuser und Villen errichtet. Die Stadt erhielt deswegen im Jahr 1860 vom Dichter und Chronisten Emílio Zaluar den Titel Princesa do Norte („Prinzessin des Nordens“).
Der Landadel war in Pindamonhangaba auf breiter Ebene vertreten:
Barão Homem de Mello - Francisco Ignácio Homem de Mello Barão de Itapeva - Ignácio Bicudo de Siqueira Salgado Barão, später Visconde da Palmeira - Antonio S. Silva Barão, sodann Visconde de Parahybuna - Custódio Gomes Varella Lessa Primeiro Barão de Pindaba. - Manuel Marcondes O. Mello Segundo Barão, danach Visconde de Pindaba. - Francisco Marcondes Homem de Mello Barão de Romeiro - Manuel Ignácio Marcondes Romeiro Barão de Taubaté - Antonio Vieira de Oliveira Neves Barão de Lessa - Eloy Bicudo Varella Lessa
(Das portugiesische Barão steht für „Baron“, Visconde bedeutet „Vizegraf“.)
Mitte der 1870er Jahre begann der Verfall der Kaffeewirtschaft in Pindamonhangaba. Gründe waren die Auslaugung der Böden, eine immer größer werdende Kaffeeerzeugung im Westen des Staates São Paulo und auch die fortschreitende Bewegung zur Abschaffung der Sklaverei.
Um 1920 erlebte Pindamonhangaba eine seiner schwerwiegendsten Epochen wirtschaftlicher Stagnation. Von diesem Zeitpunkt an kamen einige Familien aus dem benachbarten Bundesstaat Minas Gerais. Diese ließen sich in der Stadt nieder, um sich dort der Züchtung vom Milchvieh zu widmen. Die Milchwirtschaft schließlich wurde zum damals bedeutendsten Wirtschaftszweig in Pindamonhangaba.
In den 1950er Jahren waren landwirtschaftliche Produkte, vor allem Reis und Milch, die treibende Kraft für die lokale Wirtschaft.
Ab 1970 sah sich Pindamonhangaba plötzlich einem industriellen Wachstum gegenüber. Große Industriebetriebe hielten Einzug und beschleunigten eine Zunahme des Handels und einen Bevölkerungsanstieg.
Heutzutage wähnt sich Pindamonhangaba erneut in einer fortschrittbedingten Umgestaltungsphase, wegen der Etablierung neuer Arten von Industrie.

## Ethnien
Gemäß einer Volkszählung des Jahres 2000 teilen sich die verschiedenen, ethnischen Gruppen auf in 72,5 % Menschen mit europäischen Vorfahren, 22,5 % gemischte, 3,8 % mit afrikanischen Vorfahren, 0,7 % mit asiatischen Vorfahren und 0,1 % indigener Herkunft.

## Gewässer
- Rio Paraíba do Sul
- Rio Piracuama
- Córrego do Curtume
- Córrego do Galega
- Riberão Água Preta
- Rio Una
- Rio Ribeirão Grande
- Rio das Oliveiras

(Portugiesische Gewässerbezeichnungen: Rio steht für Fluss, Córrego bedeutet ein kleineres Fließgewässer, Ribeirão besagt „größerer Bach“.)

## Verkehr

### Straßenanbindung
- Bundesstraßen:
  - BR-132
  - BR-116
- Staatsstraßen:
  - SP-62

### Bahnstrecken
- Estrada de Ferro Central do Brasil
- Estrada de Ferro Campos do Jordão

## Bildungseinrichtungen
- Unopar – Universidade Norte de Paraná (eine Universität)
- FAPI – Faculdade de Pindamonhangaba (eine Hochschule)
- UniAnhanguera – Universidade Anhanguera (eine Universität)
- Grup Educacional Uninter (Faculdade Facinter e Fatec International) (Hochschulen)
- FATEC – Faculdade de Tecnologia de Pindamonhangaba (eine Hochschule)

## Ansässige Firmen
- Bundy Refrigeração
- EXALL
- Gerdau S.A. (ehemals Villares)
- Latasa
- Nobrecel
- Novelis
- Cachaça Sapucaia
- Plascar
- Tenaris Confab
- Sintex Automotive do Brasil

## Söhne und Töchter der Stadt
- José Marcondes Homem de Melo (1860–1937), römisch-katholischer Geistlicher, Bischof von São Carlos do Pinhal
- Geraldo Alckmin (* 1952), Politiker, Gouverneur des Staates São Paulo und Präsidentschaftskandidat
- Luiz Gustavo (* 1987), Fußballspieler, Champions-League-Sieger und Meister mit dem FC Bayern
- Pedro Wirz (* 1981), brasilianisch-schweizerischer bildender Künstler